# Швейцарская олимпийская ассоциация
Швейцарская олимпийская ассоциация (нем. Schweizerischer Olympischer Verband, фр. Association Olympique Suisse, итал. Associazione Olimpica Svizzera, романш. Assiociaziun Olimpica Svizra) — некоммерческая организация, которая представляет швейцарских атлетов в Международном олимпийском комитете. Основана в 1912 году и официально признана МОК в том же году.
Штаб-квартира комитета расположена в Берне.